# Lago Itasca
O lago Itasca é um pequeno lago glacial, com aproximadamente 4,7 km² de área, situado no noroeste do estado de Minnesota, nos Estados Unidos. É considerado como a origem do rio Mississippi.
Localiza-se no sudeste do condado de Clearwater no interior do Itasca State Park. Tem uma profundidade média de 6–11 m e encontra-se 450 m acima do nível do mar.
Henry Schoolcraft determinou tratar-se ser a fonte do rio Mississippi, que flui 3 770 km até ao Golfo do México. Schoolcraft tinha sido parte de uma expedição precedente liderada pelo General Lewis Cass que havia identificado incorretamente o vizinho lago Cass como a fonte do rio. Schoolcraft inventou o nome do lago, que é uma versão encurtada de veritas (verdadeiro) caput (cabeça). O nome nativo do "lago Itasca" era Omashkoozo-zaaga'igan (lago do Alce).